# Autoportrait (Jordaens)
Pour les articles homonymes, voir Autoportrait (homonymie).
L’Autoportrait (en néerlandais : Zelfportret) est un tableau du peintre flamand Jacob Jordaens réalisé au milieu du XVIIe siècle.

## Histoire
Le tableau a été peint par Jacob Jordaens vers 1648-1650.
En 2016, le tableau, qui appartenait alors à la collection privée de Madame Generet, a été légué, avec L'Apôtre Matthieu d’Antoine van Dyck, à la Fondation Roi Baudouin (Patrimoine). L’œuvre est aujourd’hui déposée sous la forme d’un prêt à long terme à la Maison de Rubens à Anvers,,,,.

## Description
Le peintre lève les yeux d’une feuille de papier qu’il tient dans sa main pour regarder en direction du spectateur. Il dégage un sentiment de confiance et d’humilité. Il est vêtu d’une tenue d’intérieur, coûteuse sous ses apparences négligées, constituée d’une chemise blanche à col simple, d’un sarrau liseré d’un galon d’or et de boutons saillants.
Jacob Jordaens a peint et dessiné plusieurs autoportraits dans lesquels il se représente systématiquement en buste, souvent une feuille de papier à la main.